# حوزه انتخابیه دوم آلاباما

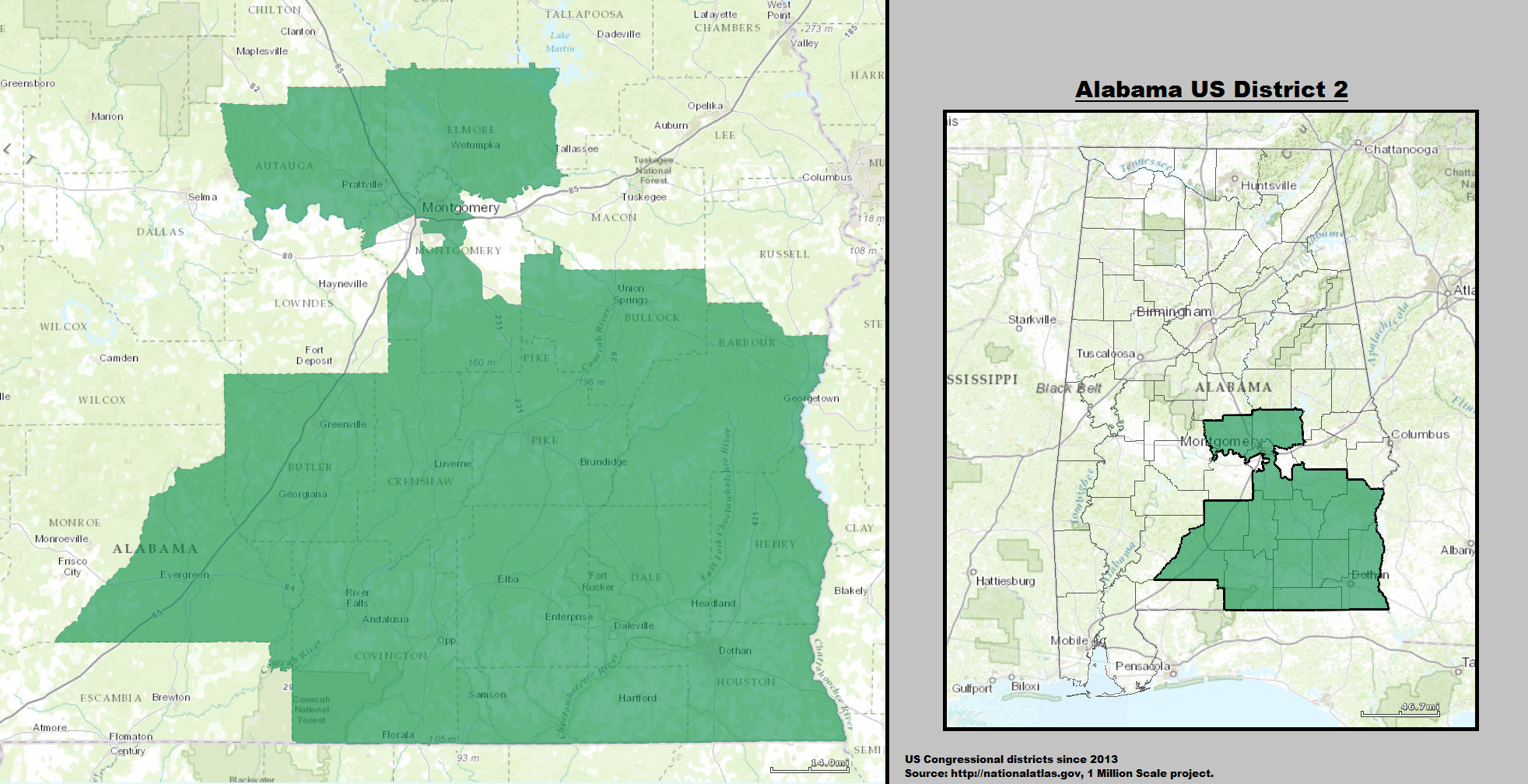
الاباما

حوزه انتخابیه دوم آلاباما یک حوزه انتخابیه مجلس نمایندگان آمریکا است که در ایالت آلاباما قرار دارد.